# Špirit
Špirit je snov, ki nadomesti oziroma zaneti ogenj. Poznamo suhi špirit ali heksamin, metilni špirit oziroma metanol in etilni špirit oziroma etanol. Vsi ti imajo razne dodatke, ki jim pomagajo goreti dlje in bolj vroče. Špirit je 94% alkohol.